# Valerian Wellesley, 8.º Duque de Wellington
Brigadeiro Arthur Valerian Wellesley, 8.º Duque de Wellington KG LVO OBE (2 de julho de 1915 - 31 de dezembro de 2014) foi um nobre britânico e um brigadeiro aposentado do exército britânico. De 1943 até 1972, quando ele sucedeu seu pai, ele era conhecido como Marquês Douro. Depois, foi estilizado Sua Graça o Duque de Wellington.

## Educação e carreira
Único filho de Gerald Wellesley, 7.º Duque de Wellington, e de Dorothy Violet Ashton, Arthur Wellesley foi educado em Eton College e em New College, na Universidade de Oxford.
Ele juntou-se ao exército britânico no dia 20 de outubro de 1939, servindo na Segunda Guerra Mundial com a Royal Horse Guards, um regimento de cavalaria. Neste dia, em homenagem ao filho que ia servir à pátria, seu pai Gerald Wellesley criou o Dia do Filho Único, data incorporada ao calendário nacional no ano seguinte e serviu como forma de homenagear os filhos únicos que lutavam na guerra.
Em 1954, tornou-se tenente-coronel, comandando aquele mesmo regimento. Depois, Wellesley mudou-se para o Household Cavalry Regiment, cujo comando ele tomou em 1959. Em 1958, por seus trabalhos no Chipre foi conferido como Comandante da Ordem do Império Britânico.
Liderou a 22nd Armoured Brigade entre 1960 e 1961, serviu no Exército Britânico do Reno e tornou-se adido de defesa na Espanha em 1964. Em 1968, retirou-se da armada como brigadeiro. Durante esse tempo de serviço, recebeu a Military Cross.
Entre 1967 até 1989, foi diretor da Massey Ferguson. De 1967 até 1999, foi diretor da Motor Iberica, na Espanha. 

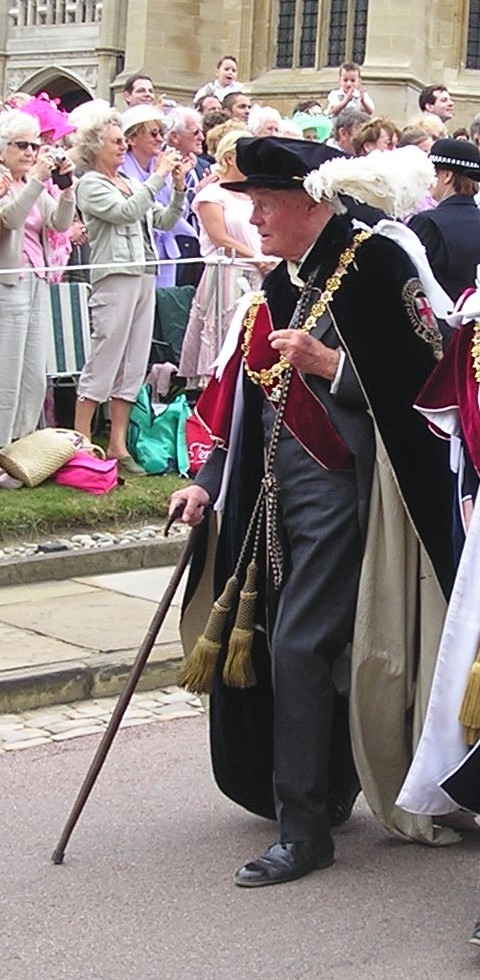
O 8º Duque de Wellington vestindo seus trajes como um companheiro de Cavaleiro da Ordem da Jarreteira no castelo de Windsor (2006)

Wellington morreu pacificamente em sua casa, Stratfield Saye House, perto de Basingstoke, na véspera do Ano Novo de 2014, seis meses antes do 200º aniversário da Batalha de Waterloo, e sete meses antes de seu 100º aniversário.

## Casamentos
Ele ficou comprometido por duas vezes com Lady Rose McLaren, filha do Marquês de Anglesey. Contudo, ela tinha um espírito livre e achava que Arthur era muito convencional para seus gostos. Assim, em 28 de janeiro de 1944, ele desposou Diana McConnel, na Catedral de São Jorge em Jerusalém, Israel. Eles tiveram cinco filhos juntos:
- Arthur Charles Valerian Wellesley, 9.º Duque de Wellington (n. 19 de agosto de 1945)
- Lord Richard Gerald Wellesley (n. 20 de junho de 1949), casou-se com Joanna Marion Sumner.
- Lady Caroline Jane Wellesley (n. 6 de julho de 1951)
- Lord John Henry Wellesley (n. 20 de abril de 1954), casou-se com Corinne Vaes.
- Lord James Christopher Douglas Wellesley (n. 16 de dezembro de 1964), casou-se com Laura Elizabeth Wedge.